# NGC 4271
NGC 4271 ist eine linsenförmige Galaxie vom Hubble-Typ S0 im Sternbild Großer Bär am Nordsternhimmel. Sie ist schätzungsweise 216 Millionen Lichtjahre von der Milchstraße entfernt. 
Das Objekt wurde am 17. April 1789 von dem Astronomen Wilhelm Herschel entdeckt.